# Arthur Annesley, 1.º Conde de Anglesey
Arthur Annesley, 1.º Conde de Anglesey PC (Dublin, 10 de julho de 1614 – Londres, 6 de abril de 1686) foi um estadista monarquista anglo-irlandês. Depois de curtos períodos como Presidente do Conselho de Estado e tesoureiro da Marinha, serviu como Lorde do Selo Privado entre 1673 e 1682 durante o reinado de Carlos II. Sucedeu seu pai como segundo Visconde Valentia em 1660, e recebeu o título de Conde de Anglesey, em 1661.

## Juventude
Annesley nasceu em Dublin, Irlanda. Seus pais eram Francis Annesley, 1.º Visconde Valentia e Dorothy, filha de Sir John Philipps, de Picton Castle. Foi educado em Magdalen College, Oxford, onde se formou em 1634 como Bachelor of Arts; naquele ano, foi admitido no Lincoln's Inn. Tendo feito a Grand Tour, retornou à Irlanda; e foi contratado pelo Parlamento para integrar uma missão do Duque de Ormonde, para conseguiu concluir um tratado com os confederados, finalmente assinado em 19 de junho de 1647, garantindo assim aos monarquistas a completa submissão dos rebeldes. Em abril de 1647 retornou para a Câmara dos Comuns representando Radnorshire.
Apoiou os parlamentares contra o partido republicano ou do exército, e parece ter sido um dos membros excluídos em 1648. Integrou o parlamento de Richard Cromwell como Membro do Parlamento para a Cidade de Dublin, e esforçou-se para manter seu posto no restaurado Parlamento residual de 1659. Foi feito presidente do Conselho de Estado em fevereiro de 1660, e na Convenção do Parlamento representou Carmarthen. A anarquia dos últimos meses na Comunidade converteu-o ao realismo, e demonstrou grande empenho para se chegar à Restauração inglesa. Usou sua influência na moderação de medidas de vingança e violência, e quando participava de julgamentos de regicidas ficava do lado da clemência. Foi empossado no Conselho Privado em 1 de junho e em novembro sucedeu seu pai como Visconde Valentia no pariato irlandês. Em 20 de abril de 1661, recebeu o título de Barão Annesley, de Newport Pagnell em Buckinghamshire e Conde de Anglesey no pariato da Inglaterra.
Anglesey apoiou a administração real no parlamento, mas se opôs firmemente à medida injusta que aboliu o Tribunal de Guarda e criou uma carga extra de tributação. Seus serviços em prol da administração da Irlanda foram particularmente valiosos. Ocupou o cargo de vice-tesoureiro de 1660 até 1667, integrou o comitê para elaborar a declaração para a colonização da Irlanda e o comitê para assuntos irlandeses, e mais tarde, em 1671 e 1672, foi um dos principais membros de vários comissões designadas para investigar a execução dos Atos de Assentamento. Em fevereiro de 1661 obteve o posto de capitão de cavalaria, e em 1667 trocou o cargo de vice-tesoureiro da Irlanda pelo de tesoureiro da Marinha.

## Velhice
Sua carreira pública foi marcada por uma grande independência e fidelidade aos princípios. Em 24 de julho de 1663 assinou sozinho um protesto contra o projeto de lei "para o encorajamento do comércio", sobre o argumento de que, devido à exportação livre de moedas e metais preciosos permitido pelo ato, e à importação de mercadorias estrangeiras, sendo maior do que a exportação de bens domésticos, "deve necessariamente resultar... que a nossa prata também será levada para terras estrangeiras e todo o comércio diminuirá com a falta de dinheiro". Annesley especialmente desaprovou outra cláusula no mesmo projeto proibindo a importação de gado irlandês para a Inglaterra, uma medida maldosa promovida pelo Duque de Buckingham, e se opôs novamente ao projeto de lei que tratava desse assunto, em janeiro de 1667. Neste mesmo ano sua contabilidade naval foi submetida a um exame em consequência de sua recusa indignada em tomar parte do ataque ao Duque de Ormonde; e foi suspenso das suas funções em 1668, porém, nenhuma acusação contra ele era fundamentada. Teve um papel de destaque na disputa em 1671 entre as duas Casas sobre o direito dos Lordes de alterar projetos de lei relacionados com dinheiro, e escreveu um panfleto didático sobre a questão, intitulado Os Privilégios da Câmara dos Lordes e dos Comuns (1702), no qual o direito dos Lordes era defendido. Em abril de 1673, foi nomeado Lorde do Selo Privado, e ficou decepcionado por não obter o Grande Selo quando Lorde Shaftesbury perdeu o cargo.
Nas controvérsias religiosos mais graves da época, Anglesey demonstrou sempre grande moderação e tolerância. Em 1674, é mencionado como tendo se esforçado para impedir que os juízes colocassem em vigor as leis contra os católicos e os não-conformistas. No pânico da "conspiração papista", em 1678, exibiu um juízo mais são do que a maioria de seus contemporâneos e uma coragem notável. Em 6 de dezembro, protestou juntamente com outros três colegas contra a medida enviada da Câmara dos Comuns obrigando o desarmamento de todos os não-conformistas condenados e seus juramentos de que manteriam a paz; foi o único parlamentar a discordar da moção declarando a existência de uma conjuração irlandesa; e apesar de acreditar na culpa e votar a favor da sentença de morte para Lorde Stafford, intercedeu, por conta própria, junto ao rei por ele, bem como por Richard Langhorne e Oliver Plunkett, arcebispo católico de Armagh e Primaz de Toda Irlanda.
Sua atitude independente atraiu sobre si a inimizade de Thomas Dangerfield, e na Câmara dos Comuns, a do procurador-geral Sir William Jones, que o acusou de se esforçar para esconder as provas contra os romanistas. Em março de 1679, protestou contra a segunda leitura do projeto de lei para caçar os direitos políticos do Conde de Danby.
Em 1681 Anglesey escreveu Uma Carta de uma Pessoa de Honra no País, como tréplica ao Conde de Castlehaven, que havia publicado suas memórias sobre a rebelião irlandesa defendendo a ação dos irlandeses e católicos romanos. Ao fazê-lo Anglesey concordava com Ormonde por ter censurado a sua conduta e a de Carlos I ao celebrar a "Cessação", e o duque trouxe a questão à apreciação do conselho. Em 1682, escreveu A Explicação de Arthur, Conde de Anglesey... do verdadeiro estado do Governo e Reinado de Sua Majestade, que foi dirigida ao rei em um tom de censura e protesto, mas parece não ter sido impresso após 1694. Em consequência, foi exonerado em 9 de agosto de 1682, do cargo de Lorde do Selo Privado.
Em 1683, Anglesey apareceu no Old Bailey como testemunha em defesa de Lorde Russell, e em junho de 1685 protestou sozinho contra a revisão da proscrição de Lorde Stafford. Dividiu seu tempo entre sua propriedade de Blechingdon, em Oxfordshire, e sua casa em Drury Lane, em Londres, onde morreu em 1686 de amigdalite, encerrando uma carreira marcada por grande habilidade, diplomacia e capacidade empresarial, e pela coragem notável e independência de julgamento. Acumulou uma grande fortuna na Irlanda, por meio de terras que lhe foram doadas por Cromwell. Por ocasião de sua morte, sua biblioteca de livros foi considerada a maior biblioteca inglesa que não estava nas mãos de eclesiásticos. Foi sepultado em Farnborough, Hampshire.
O caráter desfavorável atribuído a ele por Gilbert Burnet é, certamente, injusto e não sustentado por qualquer prova. Samuel Pepys, um juízo muito mais confiável, fala dele, invariavelmente, em termos respeitosos e de aprovação. Foi um homem culto e formou uma biblioteca famosa, que foi dispersa após sua morte.

## Obras
- A True Account of the Whole Proceedings betwixt... the Duke of Ormond and... the Earl of Anglesey (1682)
- A Letter of Remarks upon Jovian (1683)
- The King's Right of Indulgence in Matters Spiritual... asserted (1688)
- Truth Unveiled, to which is added a short Treatise on... Transubstantiation (1676)
- The Obligation resulting from the Oath of Supremacy (1688)
- England's Confusion (1659).
- Reflections on a Discourse concerning Transubstantiation

As "Memórias de Lorde Anglesey", foram publicadas por Sir P. Pett em 1693, mas contém pouca informação biográfica e foram repudiadas como um mero embuste por Sir John Thompson, seu genro, em seu prefácio para State of the Government de Lorde Anglesey, em 1694. Porém, o autor do prefácio para The Rights of the Lords (1702) admite a sua genuinidade, e culpa sua publicação como sendo "documentos difusos e inacabados".

## Casamento e legado
Anglesey casou com Elizabeth, filha e co-herdeira de Sir James Altham de Oxey, Hertfordshire, um barão da fazenda pública. Eles tiveram sete filhos e seis filhas, incluindo:
- James (1645–1690), que o sucedeu como 2º Conde de Anglesey, casou (em 1669) com Elizabeth, filha de John Manners, 8.º Conde de Rutland e de Frances Montagu;
- Altham, Barão Altham;
- Richard (morto em 1791), serviu como Deão de Exeter e sucedeu como 3.º Barão Altham, casou com Dorothy, filha de John Davey, de Ruxford, Devon;
- Arthur;
- Charles;
- Dorothy, casou com Richard Power (1630–1690) em 1654;
- Elizabeth, casou com Alexander MacDonnell (1615–1699);
- Frances (morreu em 1704/5), casou pela primeira vez com Francis Windham, de Felbrigg, Norfolk, e pela segunda vez (em 1668) com John Thompson, 1.º Barão Haversham;
- Philippa (morreu em 1714/5), casou pela primeira vez com Charles Mohun (seu filho foi o duelista Charles, 4.º Barão Mohun), e pela segunda vez com William Coward, de Wells, Somerset; e
- Anne.

Os filhos de James sucederam como o 3.º, 4.º e 5.º condes. O segundo filho de Richard, Richard (morto em 1761), sucedeu seu primo como o 6.º conde, e deixou um filho Arthur (1744-1816), cuja legitimidade foi posta em dúvida e os títulos ingleses de seu pai foram declarados extintos. Ele alegou junto à Casa do Pariato irlandês, possuir o título de Visconde Valentia, mas lhe foi negado o mandado no parlamento da Grã-Bretanha por uma maioria de um voto. Recebeu o título de Conde de Mountnorris em 1793 no Pariato da Irlanda. Todos os descendentes masculinos do 1.º Conde de Anglesey se tornaram extintos, na pessoa de George, 2.º Conde de Mountnorris, em 1844, quando os títulos de Visconde Valentia e Barão Mountnorris passaram para o seu primo Arthur (1785-1863), que se tornou assim o 10º Visconde Valentia, sendo descendente do 1.º Visconde Valentia o pai do 1.º Conde de Anglesey na família Annesley. O 1.º visconde era também o antepassado dos Condes Annesley no pariato irlandês.

## Títulos
- O Honorável Arthur Annesley (10 de julho de 1614 – 1 de junho de 1660)
- O Muito Honorável Arthur Annesley (1 de junho – 22 de novembro de 1660)
- O Muito Honorável O Visconde Valentia PC (22 de novembro de 1660 – 20 de abril de 1661)
- O Muito Honorável O Conde de Anglesey PC (20 de abril de 1661 – 6 de abril de 1686)